# Pierre Vernier (mathématicien)
Pour les articles homonymes, voir Pierre Vernier et Vernier.
Pierre Vernier, né le 19 août 1580 à Ornans (Doubs) où il est mort le 14 septembre 1638,, est un ingénieur militaire et mathématicien franc-comtois, inventeur du système de mesure qui porte son nom : le vernier. 

## Biographie
Pierre Vernier reçoit un enseignement de son père Jean Vernier professeur de sciences et de mathématiques et homme de loi occupant une charge publique. Celui-ci lui fait découvrir les travaux des astronomes Christophorus Clavius et Tycho Brahé.
Il commence une carrière dans l'administration avec des fonctions diverses notamment percepteur des impôts. En 1622, il devient chancelier directeur général des monnaies à Dole puis à Besançon et conseiller du roi.
Parallèlement, ses compétences en génie militaire font qu'il est nommé la même année, capitaine du château d'Ornans pour le compte du roi d'Espagne. Il participe aux travaux de fortification de Besançon, Gray et Dole. Il reçoit, en 1623, le titre de citoyen de la ville de Besançon pour sa contribution à la défense de la cité.
Ses travaux d'amélioration des fortifications de Dole entre 1631 et 1636 ont été décisifs pour la résistance de la ville au siège mené par les troupes françaises du prince de Condé en 1636.
Il aborde également le domaine de la cartographie, réalisant une carte de la Franche-Comté avec son père.

Système de mesure d'angle : le vernier.

Il développe surtout des instruments scientifiques. En 1631, il se rend à Bruxelles, où il publie « La construction, l'usage et les propriétés du quadrant nouveau de mathématiques » et présente son invention à l'Infante d'Espagne, Isabelle Claire Eugénie. On trouve dans cet ouvrage une table des sinus et une méthode pour calculer les angles d'un triangle dont les côtés sont connus. Il y décrit également un appareil capable de mesurer les angles avec la précision d'une minute. Cette innovation, qui portera son nom, est adaptée à la mesure des longueurs, sa forme définitive étant le pied à coulisse et le micromètre.

## Publications
- Pierre Vernier, La Construction, l'usage et les propriétez du quadrant nouveau de mathematique, Fr. Vivien., 1631, 122 p. (présentation en ligne, lire en ligne)

## Toponymie

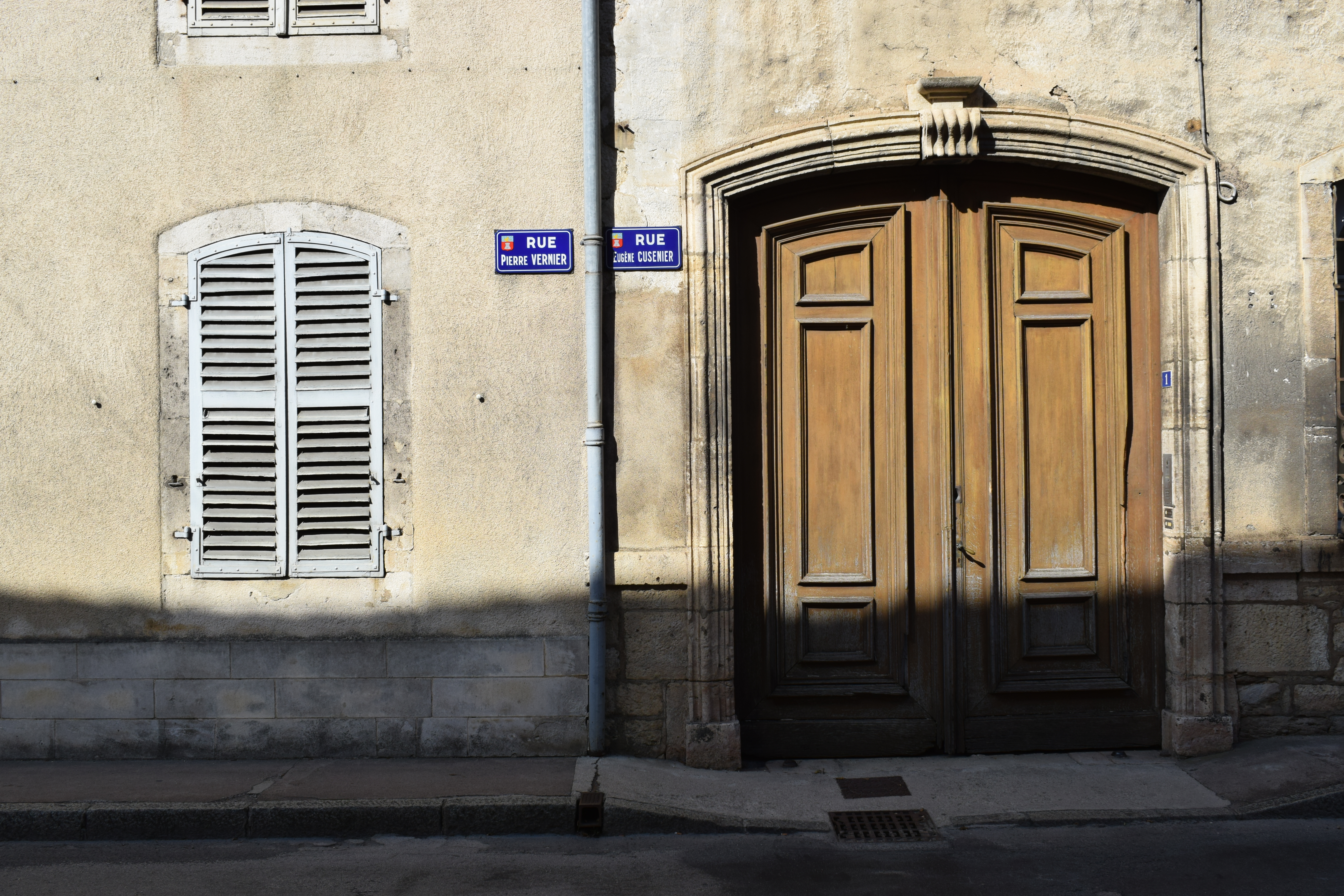
Rue Pierre Vernier à Ornans.

Pierre Vernier a donné son nom au collège situé dans sa ville natale d'Ornans.
Besançon, Dole et Ornans ont une rue Pierre-Vernier et la rue Vernier dans le 17e arrondissement de Paris a également été nommée en son honneur[réf. souhaitée].